# Xavier Mous
Xavier Mous (Haarlem, 4 augustus 1995) is een voormalig Nederlands betaald voetballer die speelde als doelman. Hij speelde zijn wedstrijden voor Jong Ajax, FC Oss, SC Cambuur, PEC Zwolle en sc Heerenveen. Begin 2024 besloot hij zijn actieve voetballoopbaan te beëindigen en zich volledig op zijn baan als fiscalist te richten.

## Clubcarrière

### AFC Ajax
Mous speelde vanaf 2005 in de jeugdopleiding van Ajax. Op 1 juli 2014 tekende Mous zijn eerste contract bij Ajax, dat hem tot en met 30 juni 2016 aan de club verbond. In het contract werd een optie opgenomen voor nog een jaar. Mous werd door trainer Frank de Boer bij de A-selectie gehaald tijdens het trainingskamp in Oostenrijk ter voorbereiding op het seizoen 2014/15. Mous mocht daarna aansluiten bij de selectie van Jong Ajax. Trainers Jaap Stam en Andries Ulderink gaven echter de voorkeur aan Norbert Alblas en Peter Leeuwenburgh. Door blessures van Alblas en Leeuwenburg maakte Mous op 16 januari 2015 zijn officiële debuut in het betaald voetbal, voor Jong Ajax in de Eerste divisie  in een uitwedstrijd tegen Telstar die in 1-1 eindigde.

### FC Oss
Ajax maakte op 29 mei 2015 bekend dat Mous per direct verhuurd zou worden aan FC Oss. In het contract van Mous was tevens een optie opgenomen voor verlenging van een jaar. Bij FC Oss moest Mous de concurrentie aangaan met Nick Hengelman en Ronald Koeman jr.. Tijdens de eerste competitiewedstrijd koos trainer Reinier Robbemond voor Hengelman en moest Mous genoegen nemen met een plek op de reservebank. In de wedstrijd tegen FC Den Bosch op 8 november 2015 kreeg Hengelman in de 22e minuut, bij een 3-2 achterstand, zijn tweede gele kaart van de wedstrijd. Hierdoor mocht Mous zijn debuut maken voor FC Oss onder de lat. De wedstrijd werd met 4–2 verloren door FC Oss. Mous wist vier wedstrijden op rij de nul te houden na zijn debuut. In een wedstrijd tegen Telstar op 4 december 2015 moest hij zijn eerste tegendoelpunt incasseren. Door de goede indruk die Mous wist te maken mocht hij ook onder de lat blijven staan nadat Hengelman was teruggekeerd van zijn schorsing. Op 19 mei 2016 tekende Mous een tweejarig contract bij FC Oss dat hem transfervrij overnam van Ajax, dat het aflopende contract van Mous niet verlengde. Mous mocht met rugnummer 1 gaan spelen. Hij speelde in drie seizoenen 68 wedstrijden voor FC Oss.

### SC Cambuur
Op 29 mei 2018 werd bekend dat SC Cambuur de nieuwe werkgever werd van Mous. Hij tekende een contract voor twee seizoenen bij Cambuur. Hij maakte op 17 augustus tegen N.E.C. (2-2) zijn debuut voor de club. Hij speelde alle 44 van de 45 wedstrijden in alle competities, waaronder de halve finales van de play-offs om promotie tegen BV De Graafschap, die in twee wedstrijden in het voordeel van de Superboeren uitviel. Daarom werd Cambuur veroordeeld tot nog een seizoen in de Eerste Divisie. 

### PEC Zwolle
Op 24 juni 2019 maakte Mous de overstap naar Eredivisieclub PEC Zwolle. Hij tekende voor twee seizoenen bij PEC, met een optie voor nog een seizoen. Hij begon als eerste keeper aan het seizoen en maakte op 2 augustus tegen Willem II zijn debuut voor PEC en in de Eredivisie. Hij speelde de eerste twaalf competitiewedstrijden, maar werd vervolgens gepasseerd voor Michael Zetterer. Op 30 januari 2021 tegen FC Utrecht (3-3) was Mous weer eerste keeper en dat bleef tot het einde van het seizoen. Hij keepte 29 wedstrijden voor PEC.

### sc Heerenveen
Op 25 juni 2021 vertrok Mous naar SC Heerenveen. Hij tekende voor twee jaar tot de zomer van 2023. Hij begon het seizoen als tweede keeper achter aanvoerder Erwin Mulder. Op 26 september moest hij tegen FC Twente (2-3 verlies) de geblesseerde Mulder in de rust vervangen. Hij werd eerste keeper en bleef dat ook bij de terugkeer van Mulder. Toen sc Heerenveen en Mous de eerste vier wedstrijden na de winterstop verloren, werd Mous weer vervangen voor Mulder. In het seizoen 2022/23 keerde kind van de club en revelatie Andries Noppert terug bij Heerenveen, waardoor Mous tweede keeper bleef.

## Clubstatistieken
| Seizoen         | Club            | Competitie      | Competitie | Competitie | Beker | Beker | Internationaal | Internationaal | Overig | Overig | Totaal | Totaal |
| Seizoen         | Club            | Competitie      | Wed.       | Dlp.       | Wed.  | Dlp.  | Wed.           | Dlp.           | Wed.   | Dlp.   | Wed.   | Dlp.   |
| --------------- | --------------- | --------------- | ---------- | ---------- | ----- | ----- | -------------- | -------------- | ------ | ------ | ------ | ------ |
| 2014/15         | Jong Ajax       | Eerste divisie  | 3          | 0          | 0     | 0     | –              | –              | 0      | 0      | 3      | 0      |
| 2015/16         | → FC Oss        | Eerste divisie  | 25         | 0          | 0     | 0     | –              | –              | 0      | 0      | 25     | 0      |
| 2016/17         | FC Oss          | Eerste divisie  | 5          | 0          | 0     | 0     | –              | –              | 0      | 0      | 5      | 0      |
| 2017/18         | FC Oss          | Eerste divisie  | 38         | 0          | 0     | 0     | –              | –              | 0      | 0      | 38     | 0      |
| 2018/19         | SC Cambuur      | Eerste divisie  | 38         | 0          | 3     | 0     | –              | –              | 3      | 0      | 44     | 0      |
| 2019/20         | PEC Zwolle      | Eredivisie      | 13         | 0          | 1     | 0     | –              | –              | 0      | 0      | 14     | 0      |
| 2020/21         | PEC Zwolle      | Eredivisie      | 15         | 0          | 0     | 0     | –              | –              | 0      | 0      | 15     | 0      |
| 2021/22         | sc Heerenveen   | Eredivisie      | 16         | 0          | 3     | 0     | –              | –              | 0      | 0      | 19     | 0      |
| 2022/23         | sc Heerenveen   | Eredivisie      | 16         | 0          | 4     | 0     | –              | –              | 0      | 0      | 20     | 0      |
| Carrière totaal | Carrière totaal | Carrière totaal | 168        | 0          | 11    | 0     | 0              | 0              | 3      | 0      | 182    | 0      |

## Trivia
- Mous werkt naast zijn voetballoopbaan als fiscalist.[6]